# Zygfryd
Zygfryd, Sygurd – imię męskie pochodzenia germańskiego. Wywodzi się od słów sigu i fridu oznaczających zwycięstwo i opieka, jako ten, który zapewnia bezpieczeństwo swym podopiecznym. Imię to było znane w Polsce od średniowiecza, m.in. w formach: Zebrzyd, Zybrzyd, Zewrzyd, Zywrzyd. Żeński odpowiednik to Zygfryda.
Odpowiedniki w innych językach:
- język niemiecki – Siegfried
- język angielski – Siegfried
- język norweski – Sigurd

Zygfryd imieniny obchodzi: 
- 15 lutego, jako wspomnienie biskupa św. Zygfryda z Växjö[1],
- 2 maja[1],
- 22 sierpnia[2][1], jako wspomnienie benedyktyńskiego opata św. Zygfryda z Wearmouth[1],
- 27 listopada, jako wspomnienie biskupa św. Zygfryda z Carpentras[1].

Na liście najpopularniejszych polskich imion Zygfryd zajmuje 272 pozycję.
Znane osoby noszące to imię:
- Zygfryd – bohater z mitologii nordyckiej
- Zygfryd (zm. 1184) – biskup Hamburga
- Zygfryd I – pierwszy hrabia Luksemburga
- Sigfrido Gràcia – piłkarz hiszpański
- Zygfryd Kujawski (1909–1967) – prezydent Gorzowa Wielkopolskiego
- Zygfryd Perlicki (1932–2017) – polski żeglarz regatowy
- Siegfried Oberndorfer – niemiecki lekarz patolog
- Sigurd Pettersen – norweski skoczek narciarski
- Siegfried Rauch – niemiecki aktor
- Zygfryd Rymaszewski – polski historyk prawa
- Siegfried Sassoon – angielski poeta
- Zygfryd Szołtysik – polski piłkarz
- Zygfryd Szukaj – publicysta, poeta, krytyk literacki
- Sygurd Wiśniowski – polski pisarz XIX-wieczny
- Królowie Norwegii:
  - Sigurd I Krzyżowiec
  - Sigurd II Gęba
  - Sigurd III Zły Diakon